# Stelian Dinu
Stelian Dinu (n. 12 aprilie 1912, comuna Sălciile, județul Prahova – d. 11 septembrie 1997, Caracal) a fost un compozitor și dirijor român.
A lucrat ca prim dirijor al Ansamblului de cântece și dansuri al Forțelor Armate. A fost înaintat la gradul de general-maior (cu o stea) la 6 mai 1971.

## Distincții
- titlul de Artist Emerit al Republicii Populare Romîne (26 august 1954) „pentru merite deosebite în activitatea artistică”[2]
- Ordinul Muncii clasa a II-a (27 iulie 1957) „cu prilejul aniversării a zece ani de la înființarea ansamblului de cîntece și dansuri al Forțelor Armate ale Repubicii Populare Romíne, [...] pentru aportul adus la organizarea și ridicarea calității artistice a Ansamblului de cîntece și dansuri al Forțelor Armate ale Republicii Populare Romîne”[3]
- titlul de Maestru Emerit al Artei din Republica Populară Romînă (13 ianuarie 1964) „pentru merite deosebite în activitatea desfășurată in domeniul teatrului, muzicii și artelor plastice”[4]
- titlul de Artist al Poporului din Republica Socialistă România (27 aprilie 1967) „pentru merite excepționale în activitatea cultural-artistică”[5]
- Ordinul „Meritul Cultural” clasa I (20 aprilie 1971) „pentru merite deosebite în opera de construire a socialismului, cu prilejul aniversării a 50 de ani de la constituirea Partidului Comunist Român”[6]